# Chidi Odiah
Chukwudi "Chidi" Odiah (Port Harcourt, 17 de dezembro de 1983) é um futebolista nigeriano, que atua pelo CSKA Moscou.

## Carreira
Jogou também por Eagle Cement, Julius Berger e Sheriff Tiraspol.

## Seleção
Odiah defende a Seleção Nigeriana de Futebol desde 2005, disputou 21 partidas e marcou um gol. Jogou duas edições da Copa das Nações Africanas.

## Títulos
Nigéria
- Campeonato Africano das Nações: 2010 3º Lugar.